# Rotonde ferroviaire de Chambéry
La rotonde ferroviaire de Chambéry est une rotonde ferroviaire située en France dans la commune de Chambéry, dans le département de la Savoie en région Auvergne-Rhône-Alpes.
Construite entre 1906 et 1910, la rotonde de Chambéry est de par ses dimensions (108 m de diamètre) l'une des plus grandes rotondes jamais construite en France.
Ce monument fait l’objet d’une inscription au titre des monuments historiques depuis le 28 décembre 1984 et est labellisé « Patrimoine du XXe siècle » depuis 2005.

## Situation

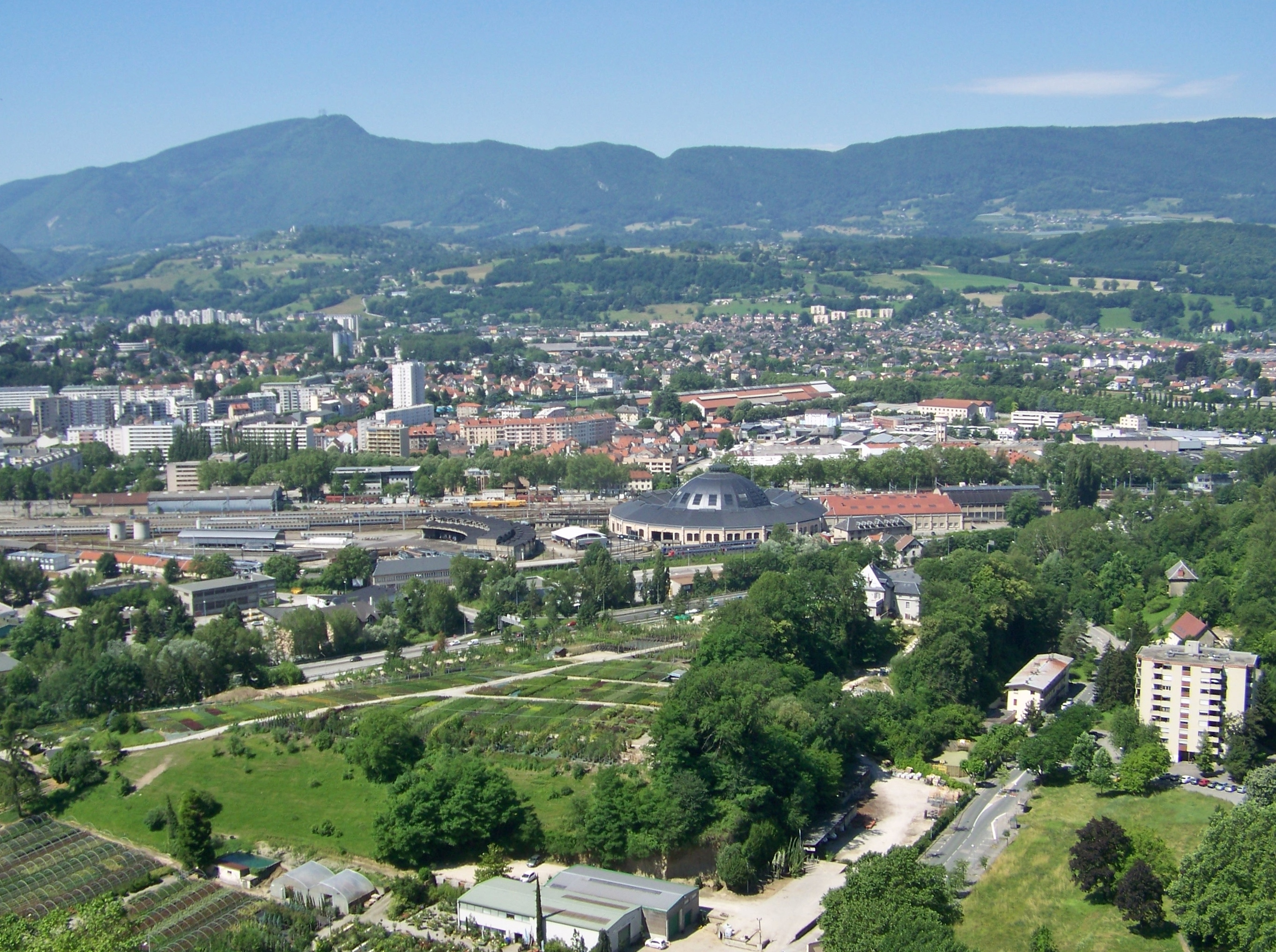
Voisinage de la rotonde vu des Monts.

La rotonde est située sur la commune de Chambéry, chef-lieu du département de la Savoie.
Elle est édifiée à environ 500 mètres au nord-ouest de la gare de Chambéry - Challes-les-Eaux, à gauche de la ligne de la Maurienne arrivant d'Aix-les-Bains et de la ligne de Saint-André-le-Gaz à Chambéry arrivant de l'Avant-Pays savoyard et au-delà, de Lyon.
En cet emplacement, la rotonde est située au pied de la colline de la Boisse située à l'est, à proximité des quartiers chambériens de Beauvoir et de la Cassine. Son environnement immédiat est composé d'infrastructures ferroviaires parmi lesquelles un atelier, une remise annulaire, un faisceau, des voies de garage, des bureaux, le tout constituant l'ensemble du dépôt de la gare de Chambéry.
À l'est, la rotonde s'inscrit dans un voisinage hétéroclite, avec la petite zone industrielle et commerciale de la Cassine et du chemin de la Rotonde, la proximité de logements avec les maisons de Beauvoir, et le parc de la pépinière de l’entreprise Cholat. À l'ouest se trouvent l'avenue de la Boisse, la Leysse, l'ancienne usine de verre textile Saint-Gobain-Vétrotex, aujourd'hui OCV Chambéry International, et les maisons du quartier d'Angleterre bâties au début du XXe siècle pour loger en majorité de nombreux cheminots employés par la compagnie du PLM.

## Historique

### Construction
Les prémices de construction de la rotonde débutent peu de temps après l'intégration de la Compagnie du chemin de fer Victor-Emmanuel à la Compagnie des chemins de fer de Paris à Lyon et à la Méditerranée (PLM) en 1867. Cette-dernière envisage dès lors la mise en place d'un dépôt de locomotives d'envergure à Chambéry.
Il faut toutefois attendre 1906 pour le commencement des travaux, qui s'achèveront en 1910. Relativement épargnée par le bombardement du 26 mai 1944, la rotonde ne subit pas de transformation majeure jusqu’à sa rénovation complète opérée durant les années 2000. La toiture de la coupole annulaire est alors changée aux frais de la SNCF. Pour ce qui est de la couverture de la coupole centrale et de son lanterneau vitré, leur réfection a été financée avec l’appui du Conseil général de la Savoie ainsi que des projets « Grand Lac » et de rénovation historique de la Cité des Ducs. 
La structure métallique supérieure ayant énormément souffert, il a été décidé de changer toutes les parties détériorées et attaquées par l'âge et la rouille. Pour ce faire, la reconstruction a été faite à l'identique, avec assemblage des éléments par rivetage à chaud comme à l'origine qui nécessite un métier rare et coûteux.
Certaines machines connues furent mis à disposition du dépôt comme les 1ABBA1 3600, les 2CC2 3400 ou les CC 6500.

### Restauration et valorisation

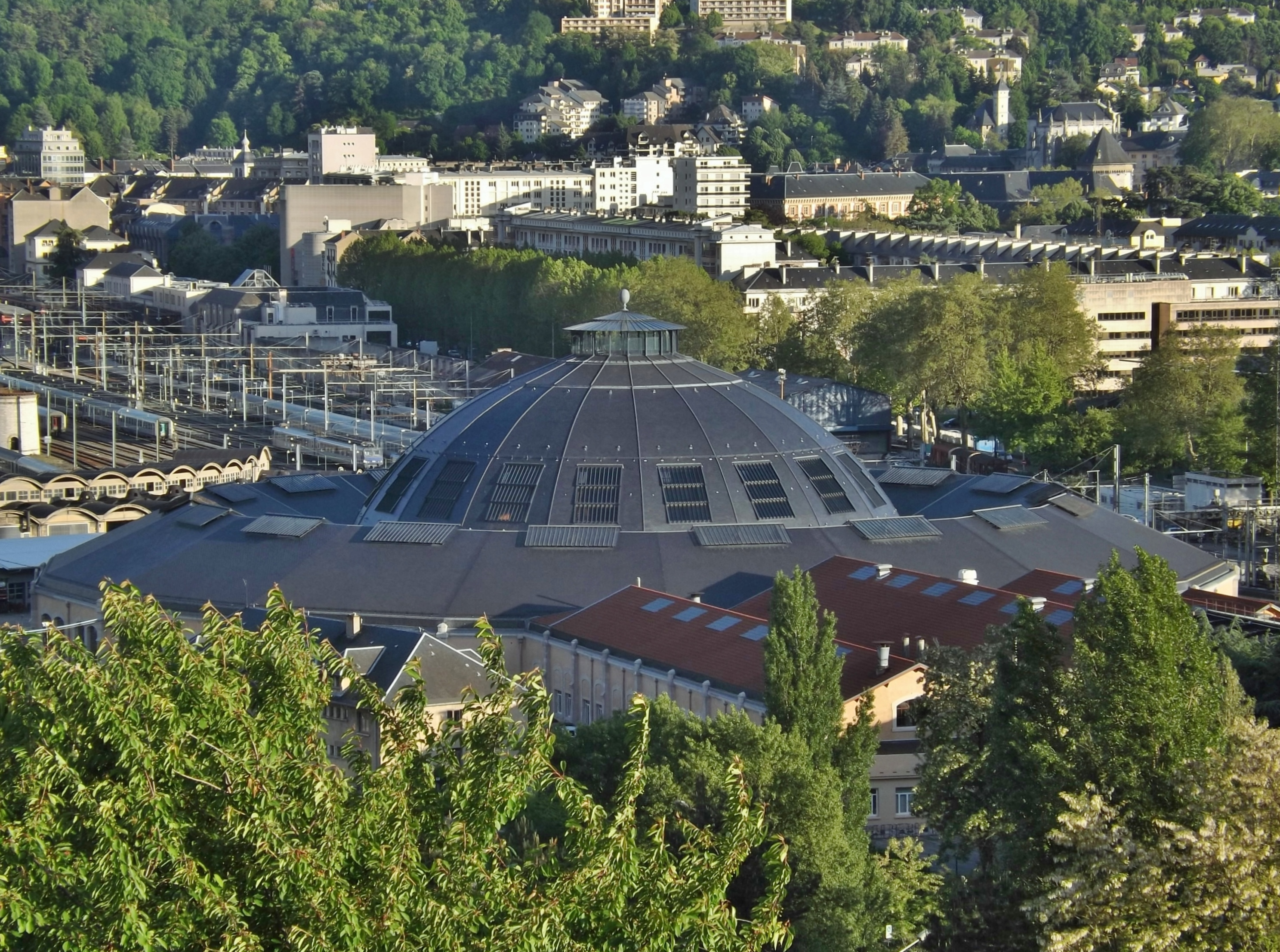
La rotonde après sa restauration.

Lors des journées du patrimoine 2003, les visiteurs découvrent la fameuse 2CC2 3402 préservée et restaurée par l'APMFS ainsi que la CC 20001 prototype, également sauvée du chalumeau et également restaurée par l'APMFS. 
L’exposition présente des engins SNCF en service, les ateliers, du modélisme, le Modalohr, l’activité TER, des films d’histoire ou encore l’association Feralp Team de Bussoleno partenaire de l’APMFS dans le projet Interreg III – Fermusée. 
Un autorail X 73500 assure même des relations entre la gare et le dépôt. L'exposition accueille près de 3 000 visiteurs. 
En 2004, c’est la consécration pour celle qui a été inscrite à l'Inventaire supplémentaire des monuments historiques en 1984. À cette occasion elle a été inscrite dans l’histoire par l’apposition sur ses murs d’une plaque du label « Monument du XXe siècle ». Une première en France pour un bâtiment de cette catégorie. Un label décerné par le Ministère de la Culture et de la Communication. Le maire de Chambéry Louis Besson accompagné de Bernadette Laclais vice-présidente de la Région Rhône-Alpes aux affaires culturelles (devenue maire de Chambéry en septembre 2007), députés, élus, Franco Campia, assesseur aux transports de la Province de Turin, le maire de Bussoleno et le président du comité de commune du Val Susa, sont descendus de la navette vapeur du Feralp Team Bussoleno pour visiter les lieux et dévoiler la plaque. L’après-midi, un concert a été offert dans les ateliers par l’harmonie musicale de La Motte-Servolex. La fréquentation lors de ces journées du patrimoine est passée à 4 500 visiteurs.
En septembre 2005, le Ministère de la Culture décerne à la rotonde de Chambéry le Label « Patrimoine du XXe siècle » et une plaque y est apposée.
Les travaux de restauration ont été totalement achevés en 2011. Un Centre d'interprétation de l'architecture et du patrimoine (CIAP), inauguré en septembre 2014, a été réalisé au sein du Technicentre : 800 m2 sont ainsi dédiés à la mise en valeur du patrimoine historique de l'édifice et de sa performance industrielle.

## Architecture

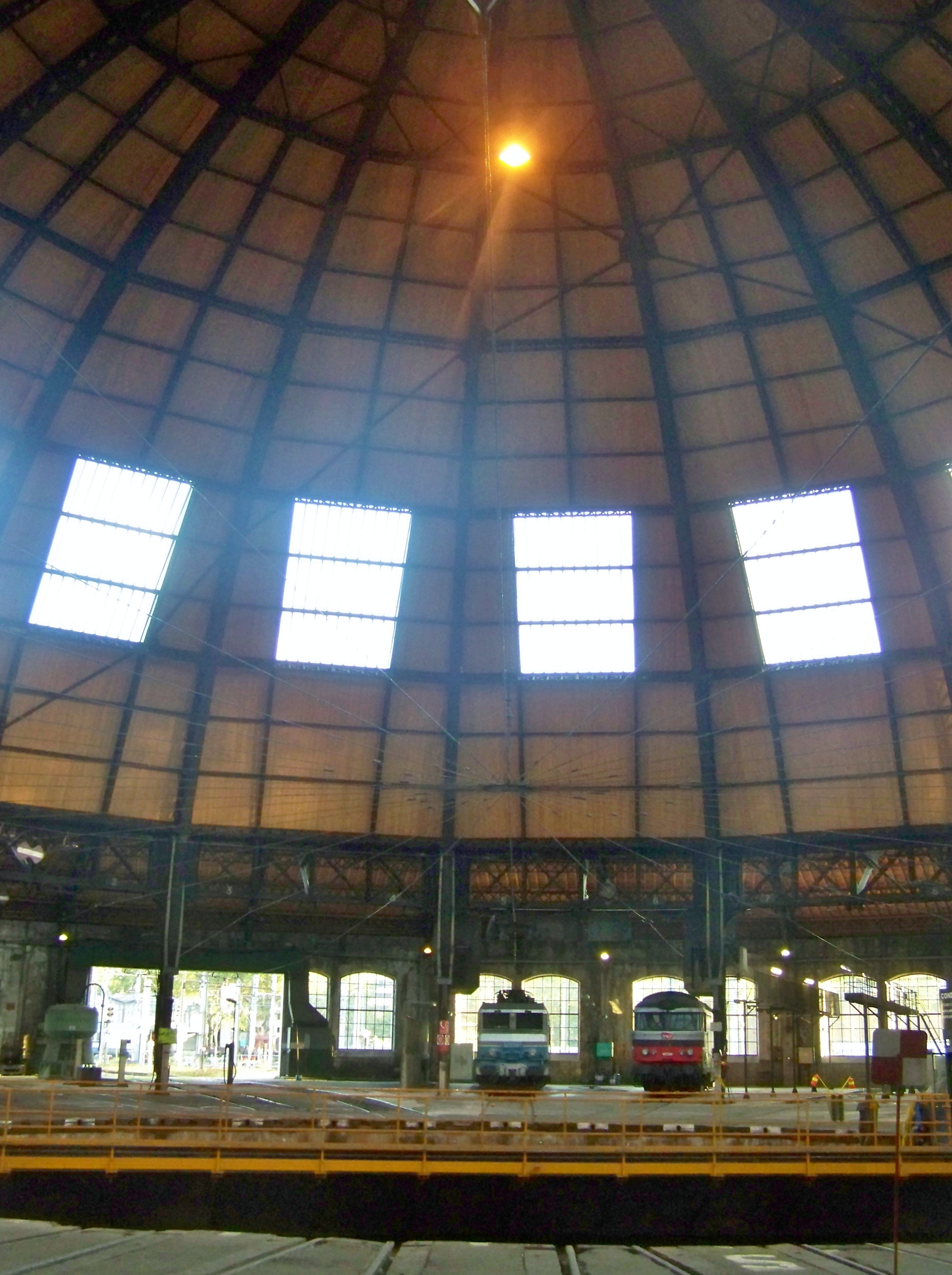
Vue intérieure de la charpente.

C'est la plus grande rotonde jamais construite en France : son diamètre de 110 mètres et ses 9 500 m2 de surface lui permettent d'accueillir 36 voies et jusqu'à 72 locomotives.
En raison des marécages sur lesquels Chambéry est située, ses fondations reposent, comme l'essentiel des autres constructions de la ville, sur des pilotis (pieux de bois) sur une hauteur de 8 mètres. Ceux-ci soutiennent 5,6 m de hauteur de maçonnerie ordinaire et 3,45 m de béton. Elle est surmontée d'une charpente métallique articulée à sa base.
Cette rotonde toute de fer et de métal a été montée selon la technique de Gustave Eiffel par les ateliers Magnard de Fourchambault dans la Nièvre. Les travaux des années 2000 se sont avérés d'autant plus nécessaires que la rotonde commençait sérieusement à prendre l'eau lors des épisodes de pluie, détériorant de ce fait le matériel roulant stationné au-dessous.
Elle est aujourd'hui l'une des deux rotondes en France à être totalement fermée à 360° et possédant encore sa coupole centrale, avec la rotonde Mohon dans les Ardennes. La rotonde de type P d'Avignon, construite en 1946 en béton et prototype de la série, est également circulaire sur 360°, mais ne possède pas de coupole centrale.

## Locomotives concernées

### Locomotives anciennes de la Maurienne

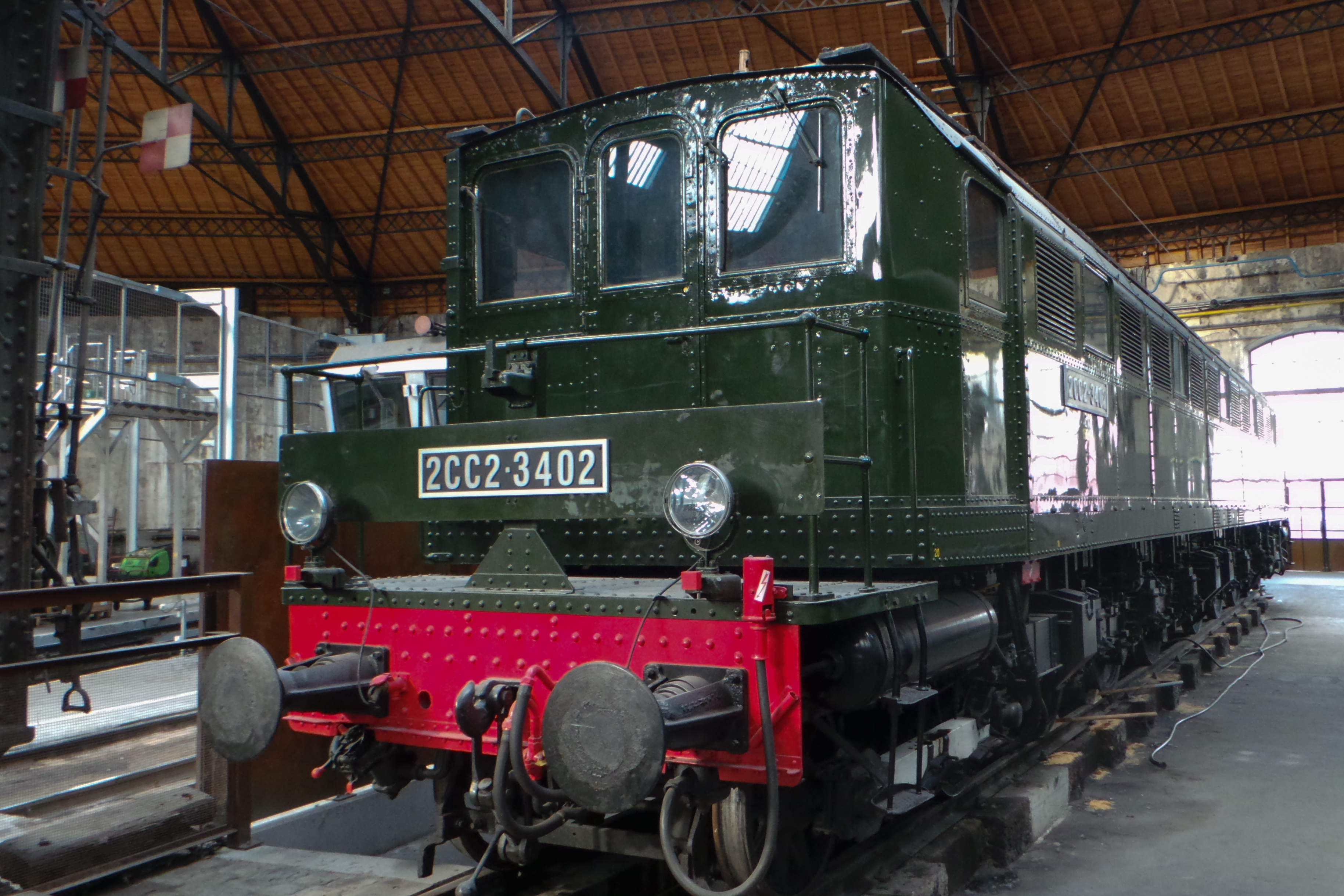
La 2CC2 3402 sous la rotonde.

- 2BB2 3200
- 2BB2 3300
- 2CC2 3400
- 1ABBA1 3500
- 1ABBA1 3600
- 1CC1 3700
- 1CC1 3800
- 1C 1001
- BB 1-80
- CC 7100
- CC 6500

### Locomotives d'aujourd'hui

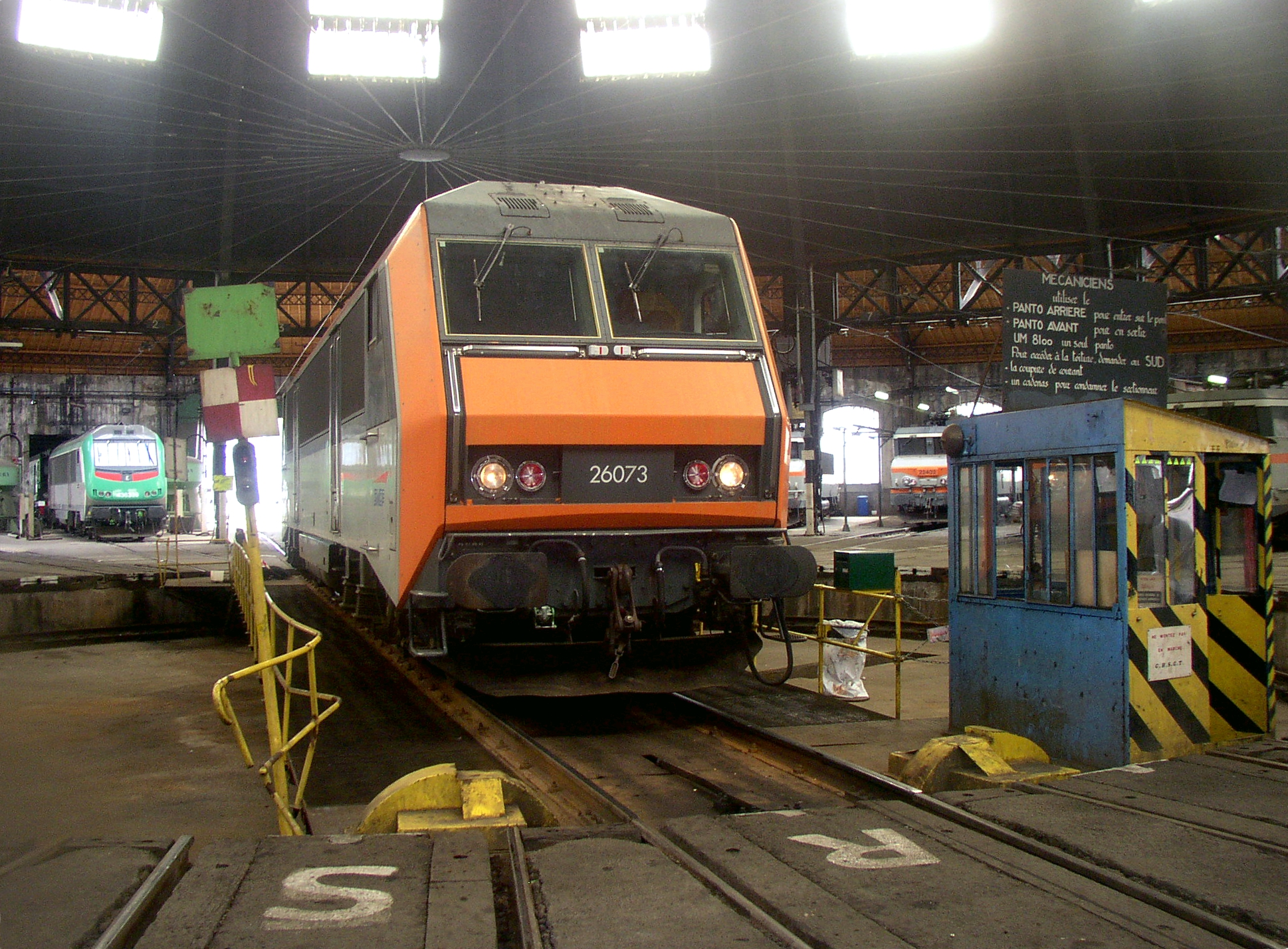
BB 26000 sur le pont tournant.

- BB 22200
- BB 25200
- BB 26000 /
- BB 8500  /
- BB 25150
- BB 36000
- BB 36200-300

## Visiter la rotonde
Des visites commentées de la rotonde SNCF sont organisées régulièrement par les guides-conférenciers de Chambéry du service Ville d'art et d'histoire.

### Références

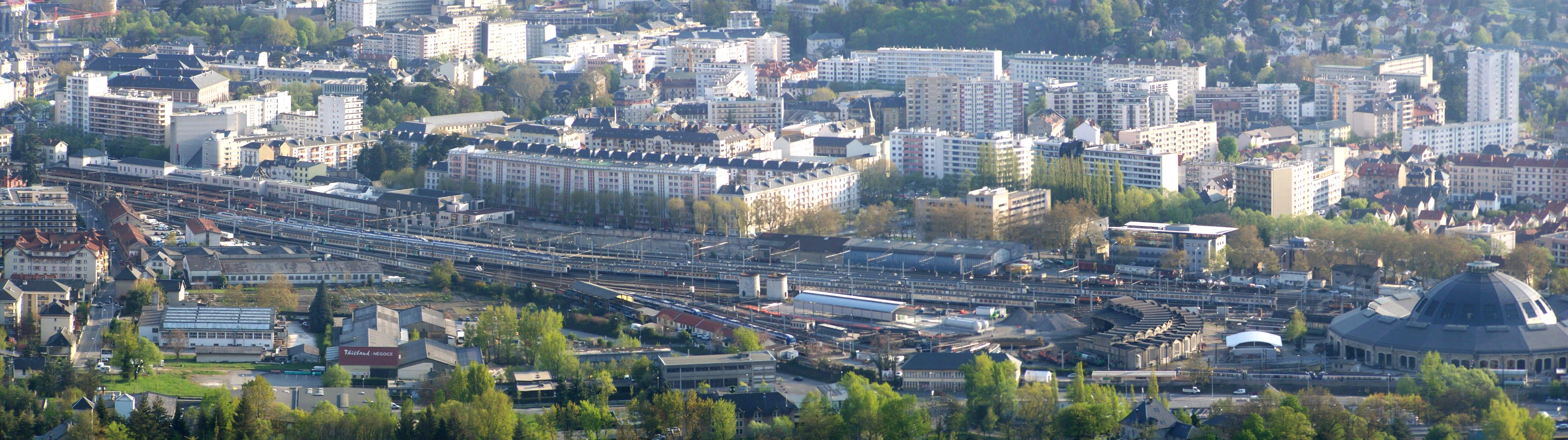
Vue de la rotonde, ici à droite de la photo, en amont de la Gare de Chambéry en arrivant de Lyon.